# Forestal Catalana
Forestal Catalana és una empresa pública de la Generalitat de Catalunya en forma de societat mercantil anònima, creada el 19 de desembre del 1987 amb una missió mediambiental en la gestió i la regeneració dels boscs publics i privats de Catalunya. Té un paper creixent en les activitats de prevenciò d'incendis forestals, i en col·laboració amb l'Agència Catalana de l'Aigua (ACA) en la gestió de la vegetació de les lleres per prevenir les aiguades, fomentar la flora autòctona i lluitar contra les espècies invasores.

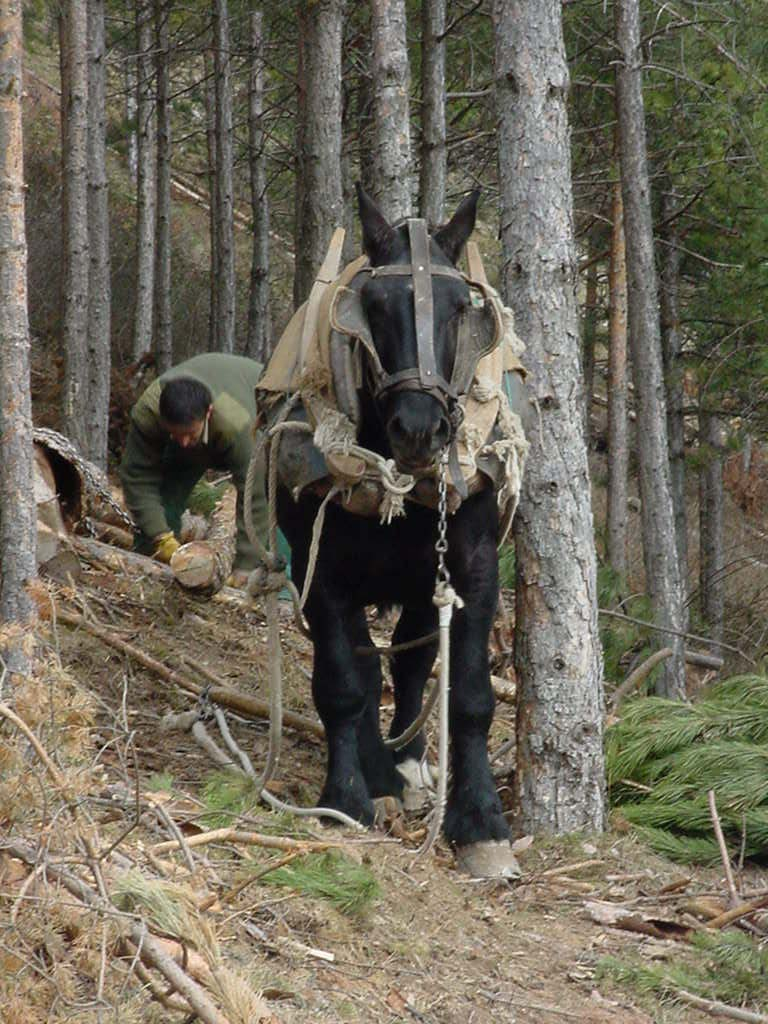
Treballs en terrenys de difícil accés

S'encarrega entre d'altres de construcció d'infrastructures, de conservació del medi natural, de producció i comercialització de planta destinada a la repoblació forestal, de la gestió de recursos ramaders, aquícoles i de fauna, així com estudis i projectes. El nombre d'obres i treballs realitzats anualment supera els dos centenars. El 2014 tenia 222 empleats, 25 menys que l'any anterior. Disposa d'un extens parc de maquinària i de transport forestal. L'àrea de planters col·lecta llavors i parts de plantes per crear un banc d'espècies vegetals que serveixi per produir i comercialitzar planta autòctona d'origen conegut per a la reforestació i la restauració de boscs, àrees fluvials i boscs de ribera. Gestiona un estoc superior als dos milions de plantes forestals, però la venda de llavors i planter és menys d'un 1% dels ingressos d'explotació.

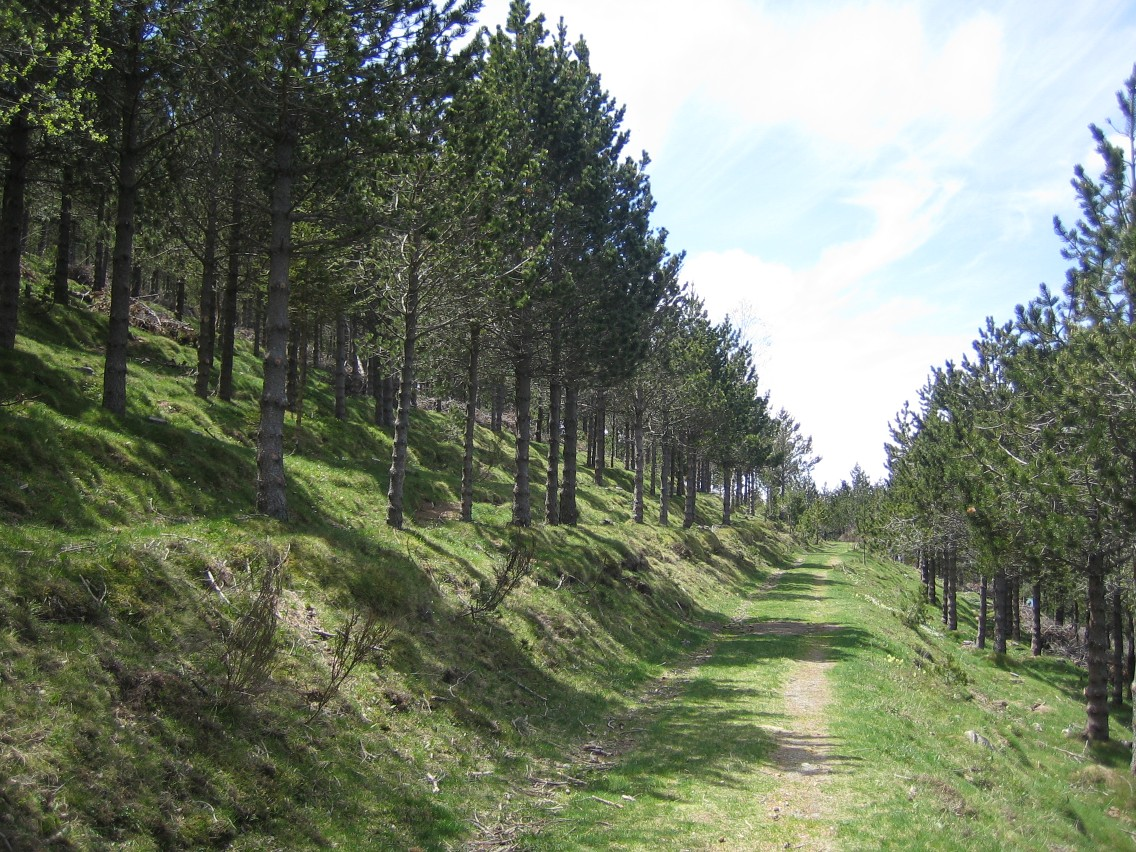
Tractament silvícola a Molló

El 2013 va signar un conveni de col·laboració amb el centre de recerca Centre Tecnològic Forestal de Catalunya (CTFC) amb seu a Solsona. Col·labora amb gremis com ara el Gremi de Fusters, l'Institut Català de la Fusta i d'altres per millorar l'explotació del bosc i produir més fusta de qualitat, i fomentar el seu ús com material renovable per a la construcció sostenible. Actuen junts per un canvi de paradigma després de dècades de negligència quan el principal client era la indústria paperera, que no necessitava fusta bona, i l'abandó del bosc subsegüent a l'ocàs d'aquesta indústria a finals dels anys 1980.
Des del 2010, l'organització va patir les retallades en el marc de la política d'austeritat imposada per Europa i el Govern d'Espanya que va necessitar reorganització i reducció de la plantilla.
Al 2016 reb la Certificació Forestal PEFC (Programa de Reconeixement de Sistemes de Certificació Forestal) i obtenir també el distintiu CATFOREST, que es tracta d'una iniciativa del sector forestal català amb la finalitat de permetre a prescriptors, consumidors i la societat en general, identificar els productes forestals dels boscos de Catalunya en el mercat, amb  garantia de sostenibilitat  (gestió forestal sostenible), proximitat (Origen català ‐Boscos de Catalunya) i qualitat (estàndards de qualitat).